# Империя солнца (фильм)
«Империя солнца» (англ. Empire of the Sun) — американский эпический фильм о взрослении 1987 года, девятый полнометражный фильм, снятый Стивеном Спилбергом по сценарию Тома Стоппарда, основанный на полуавтобиографическом романе Джеймса Грэма Балларда 1984 года с таким же названием. Фильм рассказывает историю Джейми «Джима» Грэма (Кристиан Бэйл), мальчика из богатой британской семьи в Шанхае, который становится военнопленным в лагере для интернированных, которым управляли японцы во время Второй мировой войны.
Гарольд Беккер и Дэвид Лин изначально должны были стать режиссёрами до того, как Спилберг присоединился к команде, изначально в качестве продюсера Лина. Спилберга привлекла возможность снять фильм из-за личной связи с фильмами Лина и темами Второй мировой войны. Он считает, что это его самая глубокая работа о «потере невинности» . Фильм получил положительные отзывы, в которых хвалили игру Бейла, операторскую работу, визуальные эффекты, музыку Уильямса и режиссуру Спилберга. Однако изначально фильм не имел коммерческого успеха, собрав в прокате США всего 22 миллиона долларов, хотя в конечном итоге он более чем окупил свой бюджет за счёт доходов на зарубежных рынках, домашнего видео и телевидения.

## Сюжет
Япония находилась в состоянии войны с Китаем с 1937 года, прежде чем объявила войну Соединённым штатам и Великобритании. Юный Джейми Грэм, британский школьник, очарованный самолётами, наслаждается привилегированной жизнью в шанхайском сеттльменте. Однажды Джейми сбегает с костюмированного вечера, куда его привозят родители, и находит в поле давно сбитый японский самолёт. Играя возле него, мальчик случайно обнаруживает укрытый от глаз военный лагерь, заполненный японцами. Джейми возвращается в Шанхай, так и не осознав значения увиденного и всей опасности, нависшей над городом. После нападения на Пёрл-Харбор, Япония вторгается на территорию сеттльмента. Семейство Грэмов пытается бежать из города и сесть на уходящий паром. Однако толпа, охваченная паникой, отделяет Джейми от родителей. Мать призывает мальчика вернуться домой и ожидать её там. Некоторое время Джейми ждёт мать в своём опустевшем доме, питаясь оставшимися в нём запасами пищи, однако в конечном итоге выбирается в город и обнаруживает тот оккупированным японскими войсками.
Мучимый голодом, Джейми отчаянно пытается сдаться оккупантам, но те лишь отмахиваются и смеются над ним. Убегая от уличного бандита, он чуть не попадает под грузовик. Джейми подбирает водитель грузовика, и вскоре он оказывается в обществе бывшего стюарда круизного судна американского происхождения по имени Бейзи и его компаньона. Оба промышляют на улицах города мародёрством. Бейзи даёт мальчику прозвище Джим, а уже спустя пару часов безуспешно пытается продать его китайским уличным торговцам. Джим понимает, что двое мужчин, не сумев заработать на нём деньги, собираются просто бросить его на улице. Джейми убеждает их, что знает содержимое многих из покинутых домов в престижном районе и может быть им полезен. После попытки разграбить собственный дом Джейми, уже занятый японцами, всех троих берут в плен и помещают в один из лагерей для пленных европейцев. Немногим позже прибывает грузовик, чтобы доставить отобранных здоровых заключённых в Сучжоу, в лагерь для интернированных лиц. Бейзи находится среди отобранных, но Джейми должен остаться. Поскольку мальчик знает месторасположение лагеря, он убеждает охрану разрешить ему сесть в грузовик, чтобы указывать дорогу водителю.
К началу 1945, за несколько месяцев до окончания боевых действий на тихоокеанском театре войны, Джим уже вполне сносно обустроился в лагере, несмотря на крайне тяжёлые условия. У Джима имеется обширная обменная сеть, в которую входит даже комендант лагеря, сержант Нагато. Доктор Роулинс, лагерный врач из числа интернированных британцев, заменяет Джиму отца. В один из дней, Джим через ограждение из колючей проволоки оказывает услугу юному японскому солдату из технического персонала обслуживающего армейский аэродром, как и сам он разделяющему любовь к авиации. Всё ещё боготворя Бейзи, Джим часто навещает того в бараках для американцев. Однажды Бейзи просит Джима поставить вне периметра лагеря силки на фазанов. Джими едва избегает поимки, в чем ему помогает юный японский солдат и успешно устанавливает капканы. Мальчик не догадывается, что истинной подоплёкой просьбы было желание Бейзи проверить периметр лагеря на наличие мин. В качестве награды, он позволяет Джиму перебраться в американский барак и жить с ним. В то самое время Бейзи замышляет побег.
Комендант лагеря посещает барак Бейзи и сильно избивает последнего, найдя кусок мыла, украденный Джимом. В то время как Бейзи находится в лагерном госпитале, его имущество разворовывается другими заключёнными. Однажды на рассвете, Джим становится свидетелем ритуала, проводимого для троих японских пилотов-камикадзе перед их последним вылетом. Испытывая восхищение перед храбростью авиаторов и повинуясь эмоциям от торжественности церемонии, мальчик запевает валлийскую колыбельную песню «Suo Gân». Спустя несколько минут, лагерь подвергается массированному налёту американских истребителей P-51. Опасаясь новых налётов, японцы решают эвакуировать лагерь. Тем временем, благодаря создавшемуся беспорядку, Бейзи сбегает в одиночку, хотя ранее обещал взять Джима с собой. Перед уходом Джим видит, как в самолёт для тренировочного полёта садится его друг, тот самый молодой японец, к этому моменту принятый командованием в камикадзе. Заключённые лагеря идут через бесплодную дикую местность, где многие погибают от переутомления, голода и болезней. Во время одного из переходов Джим видит зарево от разорвавшейся атомной бомбы в небе над Нагасаки за много сотен километров от него. И уже вскоре до Джима доходит весть о капитуляции Японии и конце войны.
Джим отстаёт от группы бывших заключённых и ночует на футбольном стадионе близ Наньтао, заполненном конфискованными в ходе войны трофеями, после чего возвращается обратно в Сучжоу, питаясь едой из сброшенных американцами с неба гуманитарных контейнеров с припасами. Там он встречает плачущего знакомого юного японца‑камикадзе, который из-за неисправности доставшегося ему самолета не смог осуществить свою мечту и погибнуть с честью и славой за императора. Юноша узнаёт Джима, угощает его манго и хочет помочь мальчику справиться с кожурой фрукта, намереваясь рассечь её своей катаной. В этот момент появляется Бейзи вместе с группой вооружённых американцев, прибывших, чтобы разграбить сброшенные контейнеры Красного креста с продовольствием. Один из американцев, видя замахнувшегося катаной японца, стреляет в того из пистолета, полагая, что тем самым спасает Джима. Джим в порыве ярости набрасывается на американца, застрелившего его друга и в бесполезном отчаянии пытается безуспешно реанимировать японца. Бейзи оттаскивает мальчика прочь и обещает взять в Шанхай, чтобы жить в сытости и найти там родителей Джима, но тот решает остаться в опустевшем лагере. Спустя некоторое время в лагерь прибывают американские солдаты и доставляют Джима вместе с другими детьми, потерявшими на войне родителей, в шанхайский приют. Когда приезжают родители Джима, они не сразу узнают изменившегося за годы войны сына. Фильм заканчивается сценой плывущего по реке чемодана главного героя, олицетворяющей ушедшее детство Джейми.

## Актёрский состав

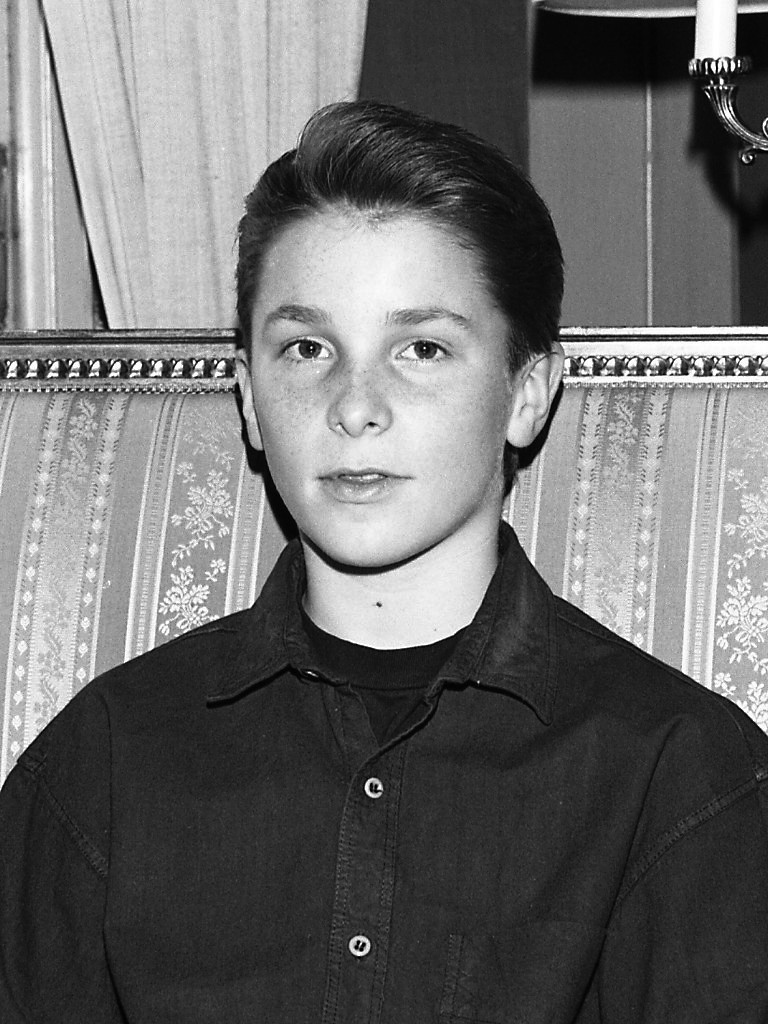
Кристиан Бейл во время промотура в поддержку фильма, 1988 год

- Кристиан Бейл исполнил роль Джейми Грэма (Джима), мальчика из богатой британской семьи шанхайского сеттльмента, оказавшегося с началом Второй мировой войны в японском лагере для интернированных лиц. Джеймс Баллард полагает, что Бейл имел физическое сходство с ним самим в том же возрасте[7]. Кристиану Бейлу перед началом съёмок исполнилось 12 лет. Юного актёра режиссёру порекомендовала жена, Эми Ирвинг, с которой Бейл успел сыграть немногим ранее в телефильме «Анастасия: Загадка Анны». Прослушивание на роль Джима прошло более четырёх тысяч детей-актёров[8].
- Джон Малкович исполнил роль американца-мародёра Бейзи, бывшего стюарда круизного судна. Он заводит дружбу с Джейми и даёт тому прозвище Джим.
- Джо Пантолиано исполнил роль Фрэнка Демареста, компаньона Бейзи.
- Миранда Ричардсон исполнила роль миссис Виктор, соседки Джима по комнате в лагере Сучжоу. Она умирает на стадионе, к которому выжившие в заключении пришли после американской бомбардировки лагеря. Спустя мгновение после её смерти, Джим видит яркое зарево белого света в небе на востоке. Мальчик полагает, что стал свидетелем перехода в рай души девушки, но вскоре узнаёт истинную причину произошедшего: в четырёх сотнях километрах восточнее в небе над Нагасаки разорвалась атомная бомба.
- Найджел Хэйверс исполнил роль доктора Роулинс. В Сучжоу доктор заменял Джиму отца и обучал мальчика латыни.

В фильме также были задействованы Лесли Филлипс, Берт Куок, Роберт Стивенс, Эмили Ричард, Пол Макганн и Бен Стиллер, а Масато Ибу и Гуц Исимацу исполнили роли японских солдат. Сценарист Джеймс Баллард исполнил камео во время сцены костюмированного вечера. В одной из эпизодических ролей также снялся Эрик Флинн, сам в детстве переживший японский плен. Во время съёмок к Бену Стиллеру пришла идея создания фильма «Солдаты неудачи».

## Производство

### Подготовка
Вскоре после выхода романа, права на экранизацию выкупила кинокомпания Warner Brothers. Предполагалось, что кресло режиссёра займёт Гарольд Беккер, а Роберт Шапиро выступит в качестве продюсера. Черновую версию сценария написал драматург Том Стоппард в сотрудничестве с Джеймсом Баллардом. После того как Беккер вышел из проекта, его место занял Дэвид Лин, а Стивен Спилберг стал продюсером будущей картины. Позже Лин вспоминал: «Я работал над ним [сценарием] около года и в конце концов я отказался от него. Я полагал, что сценарий слишком походит на дневник. Он был хорошо и интересно написан, но я отдал его Стиву». Спилберг позже признался, что «с момента, как я прочитал роман Д. Г. Балларда, я тайно хотел взяться за него». Для Стивена Спилберга проект предполагал быть очень личным. В детстве его любимым фильмом был «Мост через реку Квай» Дэвида Лина, действие в котором также происходит в японском лагере для военнопленных. Одержимость Спилберга темой Второй мировой войны и самолётами той эпохи была вызвана в первую очередь историей жизни отца, который в военные годы служил радистом американского бомбардировщика B-25 Mitchell на Китайско-Бирманском театре военных действий. Спилберг нанял Менно Мейеса для доработки сценария (в титрах Мейес не указан), а чуть позже пригласил обратно Тома Стоппарда для написания конечной версии сценария съёмок.

### Съёмки

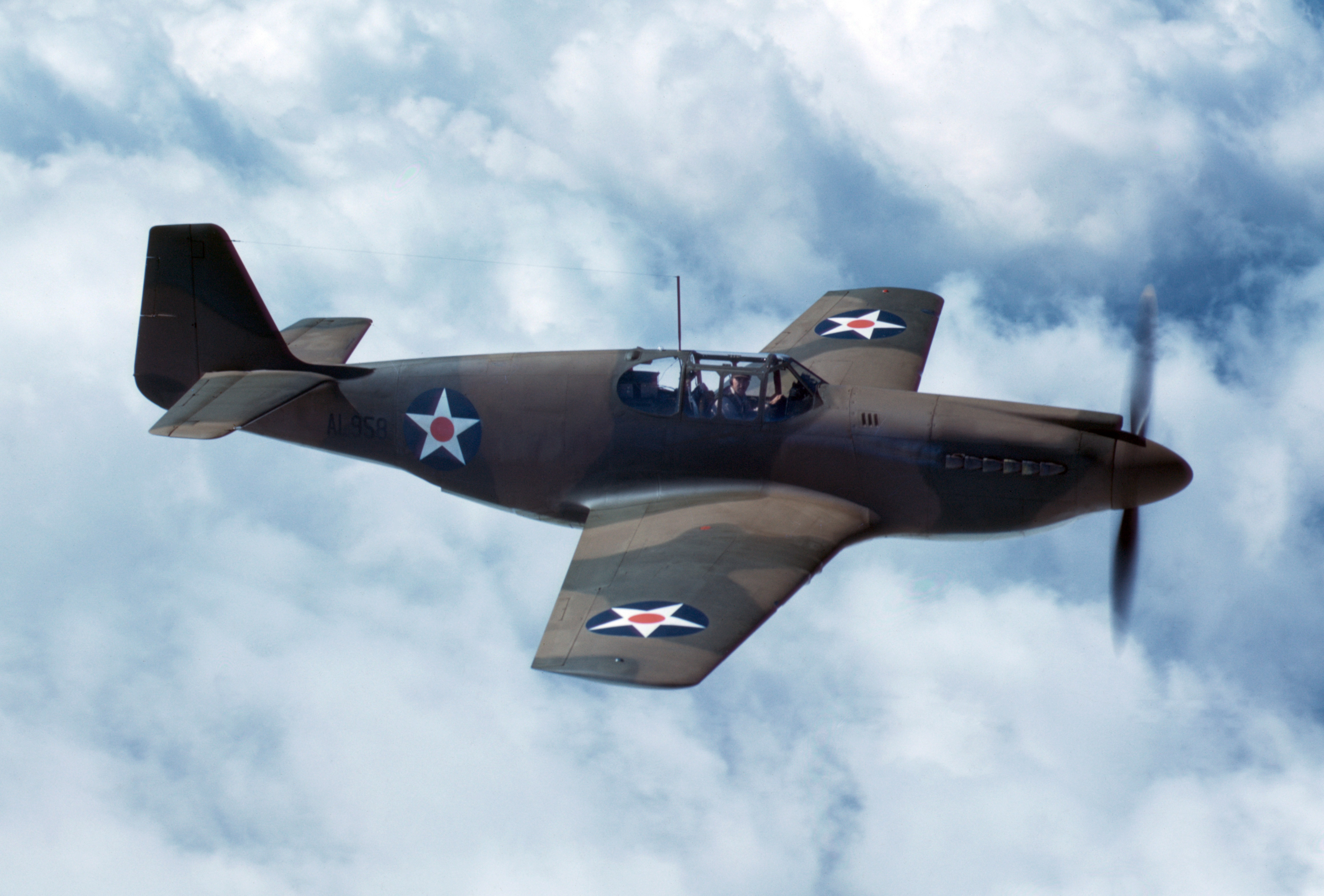
«Небесный Каддилак» P-51 Mustang

Съёмки картины проходили в павильонах британской студии Elstree Studios, а также в Шанхае и Испании. Создатели по всей Азии искали место, в котором можно было бы воссоздать Шанхай 1941 года. В конечном итоге в 1985 году они вступили в переговоры с шанхайскими киностудиями и China Film Co-Production Corporation. После года переговоров было получено разрешение на трёхнедельную съёмку в начале марта 1987 года. Фильм «Империя солнца» стал первой американской картиной, снятой в Шанхае после 1940-х годов. Китайские власти дали разрешение съёмочной группе заменить дорожные указатели на варианты с традиционными китайскими иероглифами, а также перекрывать для съёмок целые городские кварталы. Более 5 тысяч местных жителей были задействованы в массовке, причём некоторые из них ещё помнили японскую оккупацию Шанхая 40 лет назад. Японских солдат играли служащие Народно-освободительной армии. Некоторые сцены фильмы были сняты также в Требухене (Андалусия), Натсфорде (графство Чешир) и Саннингдейле в Беркшире. Лин часто посещал площадку в то время, когда съёмки проходили в Англии.
Спилберг намеревался точно воссоздать эпоху, включая самолёты и автомобили того времени. Четыре самолёта T-6 Texan были перестроены во Франции для более точного сходства с Mitsubishi A6M Zero. Использовались также два статичных макета этого самолёта. В фильме были задействованы три отреставрированных P-51D Mustang — два из английской коллекции «The Fighter Collection» и один от Old Flying Machine Company. P-51s были доставлены Рэем Ханном (появляющимся в кадре во время сцены пролёта возле главного героя картины), его сыном Марком и ещё одним членом команды. Один из самолётов во время съёмок пилотировал ветеран Том Данахер, управлявший во время Второй мировой войны самолётом-истребителем и принимавший участие во множестве ночных боёв над океаном. Из-за сложности съёмок полётов, включавших съёмки бомбардировок на малых высотах «Мустангами» (использовались 227-килограммовые муляжи бомб, заполненные штукатуркой для имитации взрыва), процесс занял целых 10 дней. Были использованы также крупномасштабные лётные модели с дистанционным управлении, в том числе модель B-29 с размахом крыла в 18 футов (5,5 м.), однако Спилберг не был удовлетворён результатами, а потому продлил контракты с пилотами для дополнительных съёмок на площадке в Требухене.

### Визуальные эффекты и монтаж
Визуальными эффектами и элементами компьютерной графики, в том числе сценой атомной бомбардировки Нагасаки, занималась компания Industrial Light & Magic. Норман Рейнолдс был нанят в качестве художника-постановщика, а Вик Армстронг выступил в качестве постановщика трюков.
При финальном монтаже многие роли были вырезаны целиком, а хронометраж лагерных сцен значительно сокращён. В том же году на экраны вышел документальный фильм «Китайская одиссея» (англ. The China Odyssey), повествующий о съёмках «Империи солнца». В нём режиссёр рассказывает об историческом контексте, своих изначальных замыслах и их реализации.

## Саундтрек
Оригинальная партитура была написана Джоном Уильямсом, а запись производилась в сентябре-октябре 1987 года. Длительность звучания выпущенного позже альбома составила 54 минуты, а порядок композиций не следовал хронологии фильма.
Саундтрек получил премию BAFTA за лучшую музыку к фильму, а также номинирован на премию «Оскар», «Золотой глобус» и премию «Грэмми». В 1995 году композиция «Jim’s New Life» была исполнена оркестром Boston Pops (из состава Бостонского симфонического оркестра) и включена в альбом «Williams on Williams: The Classic Spielberg Scores». Композиция «Cadillac of the Skies» также была сыграна Boston Pops и включена в двойной альбом «John Williams Greatest Hits 1969–1999» 1999 года издания.
В 2014 году компания La-La Land Records выпустила ограниченное двухдисковое издание саундтрека после проведённого Майком Матессино ремастеринга. Время звучания альбома превышало оригинальную версию в два раза. Первый диск содержал полный саундтрек к фильму (в хронологическом порядке, включая никогда ранее не издававшиеся музыкальные композиции), а второй — записи альтернативных исполнений.

### Список композиций (1987)
| №   | Название                                                     | Автор(ы)                   | Длительность |
| --- | ------------------------------------------------------------ | -------------------------- | ------------ |
| 1.  | «Suo Gân»                                                    | Роберт Брайн               | 2:19         |
| 2.  | «Cadillac of the Skies»                                      | Джон Уильямс               | 3:48         |
| 3.  | «Lost in the Crowd»                                          | Джон Уильямс               | 5:39         |
| 4.  | «Imaginary Air Battle»                                       | Джон Уильямс               | 2:35         |
| 5.  | «The Return to the City»                                     | Джон Уильямс               | 1:46         |
| 6.  | «Liberation: Exsultate Justi»                                | Джон Уильямс               | 7:45         |
| 7.  | «The British Grenadiers»                                     | классический походный марш | 2:25         |
| 8.  | «Toy Planes, Home and Hearth (Chopin Mazurka Opus 17 No. 4)» | Фредерик Шопен             | 4:37         |
| 9.  | «The Streets of Shanghai»                                    | Джон Уильямс               | 5:11         |
| 10. | «The Pheasant Hunt»                                          | Джон Уильямс               | 4:24         |
| 11. | «No Road Home/Seeing the Bomb»                               | Джон Уильямс               | 6:10         |
| 12. | «Exsultate Justi»                                            | Джон Уильямс               | 4:59         |

Композиция «Suo Gân» была исполнена «Амвросианским детским хором» (рук. Джон Маккарти, солист Джеймс Рейнберд) и является традиционной валлийской колыбельной. Название происходит от слов suo (тишина, затишье) и cân (песня).
Все композиции были написаны Джоном Уильямсом, за исключением «Suo Gân» (Роберт Брайн), «The British Grenadiers» (классический походный марш британских и канадских воинских подразделений) и «Chopin Mazurka Opus 17 No. 4» (Фредерик Шопен).

### Список композиций (2014)
Диск 1
| №   | Название                         | Длительность |
| --- | -------------------------------- | ------------ |
| 1.  | «Suo Gan (расш. версия)»         | 3:29         |
| 2.  | «Home and Hearth»                | 3:50         |
| 3.  | «Trip Through the Crowd»         | 2:33         |
| 4.  | «Imaginary Air Battle»           | 2:38         |
| 5.  | «Japanese Infantry»              | 3:00         |
| 6.  | «Lost in the Crowd»              | 5:44         |
| 7.  | «Alone at Home»                  | 2:43         |
| 8.  | «The Empty Swimming Pool»        | 3:14         |
| 9.  | «The Streets of Shanghai»        | 5:15         |
| 10. | «The Plane»                      | 3:15         |
| 11. | «Jim’s New Life»                 | 2:34         |
| 12. | «The Pheasant Hunt»              | 4:28         |
| 13. | «The British Grenadiers»         | 2:29         |
| 14. | «Cadillac of the Skies»          | 3:53         |
| 15. | «Mrs. Victor and James»          | 2:11         |
| 16. | «The Return to the City»         | 7:50         |
| 17. | «Seeing the Bomb»                | 4:48         |
| 18. | «Bringing Them Back»             | 2:41         |
| 19. | «Liberation: Exsultate Justi»    | 1:53         |
| 20. | «Suo Gan»                        | 2:23         |
| 21. | «Exsultate Justi (расш. версия)» | 5:14         |

1. 1 2 3 4  Композиция целиком ранее не издавалась.
2. 1 2 3 4 5  Композиция ранее не издавалась.

Диск 2
| №   | Название                                               | Длительность |
| --- | ------------------------------------------------------ | ------------ |
| 1.  | «Chopin Mazurka Opus 17 No. 4 (отрыв.)»                | 2:14         |
| 2.  | «Imaginary Air Battle (альтерн.)»                      | 2:41         |
| 3.  | «Alone at Home (альтерн)»                              | 2:40         |
| 4.  | «The Streets of Shanghai (фрагмент аудиосопр. фильма)» | 1:18         |
| 5.  | «The Streets of Shanghai (альтерн. фрагмент)»          | 2:17         |
| 6.  | «Chopin Again»                                         | 1:19         |
| 7.  | «The Plane (альтерн.)»                                 | 3:05         |
| 8.  | «Cadillac of the Skies (альтерн.)»                     | 3:51         |
| 9.  | «The Return to the City (альтерн.)»                    | 7:50         |
| 10. | «Exsultate Justi (альбомная версия)»                   | 5:09         |

1. 1 2 3 4 5 6 7 8 9  Композиция ранее не издавалась.

В расширенном издании отсутствуют композиции «Toy Planes, Home and Hearth» (присутствует как отдельные треки «The Plane» и «Home and Hearth») и «No Road Home/Seeing the Bomb» (присутствует как отдельные треки «Trip Through the Crowd» и «Seeing the Bomb»).

## Выход на экраны и мнения критиков
| Оценки критиков | Оценки критиков |
| Источник        | Оценка          |
| --------------- | --------------- |
| AllMovie        | [ 30 ]          |
| Smash Hits      | 5/10            |

«Империя солнца» была выпущена в ограниченный прокат 9 декабря 1987 года, премьера для широкой публики состоялась 25 декабря того же года. Кассовые сборы в США составили приблизительно 22,4 млн долларов. Сборы в других странах достигли 44,46 млн. В общей сложности фильм заработал $ 66,7 млн, покрыв тем самым бюджет в $ 38 млн., но до сих пор картина считается одним из самых крупных «кассовых разочарований» Спилберга.
На агрегационном сайте Rotten Tomatoes фильм имеет положительный рейтинг 75 %, основанный на отзывах 51 кинокритика. На аналогичном ресурсе Metacritic средний балл, рассчитанный на основе 22 отзывов, равен 62, что соответствует «в целом положительной оценке». Джеймс Баллард положительно оценил конечный результат и был особенно впечатлён (как и большинство критиков) игрой юного Кристиана Бейла. Между тем, сам фильм получил смешанные отзывы кинокритиков. Ричард Корлисс из журнала «Time» заявил, что Спилберг «держал напряжение в каждом кадре благодаря иносказательности и плотности образов, эмоций». Джанет Мэслин, обозреватель «The New York Times», заявила, что фильм делают незабываемым «визуальное великолепие, героическая авантюрность и огромные масштабы». Джули Саламон из «The Wall Street Journal» пишет: «по яркому и умному сценарию драматурга Тома Стоппарда, Спилберг снял экстраординарный фильм на основе экстраординарного военного опыта Балларда». Тем не менее, Дж. Хоберман из «The Village Voice» посчитал, что серьёзная тема фильма была передана Спилбергом в «бесстыдным ориентированном на детей подходе».
Роджер Эберт пришёл к неоднозначным выводам, сказав в числе прочего: «несмотря на эмоциональный потенциал этой истории, фильм не слишком сильно меня тронул. Может быть, я решил, что мир, в котором ребёнок имеет возможность играть с самолётами, не может быть настолько плохим». На его телешоу с Джин Сискел, Сискел также добавил: «я не знаю о чём этот фильм. Ощущение, что в нём напутаны компоненты других картин. С одной стороны, если Спилберг хотел показать войну глазами ребёнка, то есть вышедший недавно фильм снятый по Джону Бурмену, который называется „Надежда и слава“, и который гораздо лучше и смелее показывает детский взгляд на войну. С другой стороны, этот фильм претендует на приключенческий жанр, и вы получаете „Индиану Джонс“ с персонажем Джона Малковича, который помогает ребёнку пройти через все забавы войны. Я не знаю что Спилберг хотел показать».
Многие критики обвиняли Спилберга в «эмоциональном дистанцировании» от главного героя фильма и упрекали за излишне сентиментальный финал. По мнению кинокритика Сергея Кудрявцева из книги «3500 кинорецензий», в картине Спилберга находит отражение его излюбленная тема «о столкновении реальности и мечты, действительного и воображаемого», а одним из достоинств фильма является «взгляд на противников без предубеждения». Джеймс Берардинелли из издания ReelViews подчёркивает необычность темы, положенной в основу сюжета: бедственное положение англичан и американцев в концентрационных лагерях, тогда как в прочих фильмах чаще всего речь идёт о тяжких историях американцев японского происхождения или европейских евреях. Зачастую рецензенты сравнивают «Империю солнца» с советским фильмом «Иди и смотри» отмечая, однако, что главные герои картин претерпевают трансформацию разного рода.
Многие критики, такие как Дисон Хоу (ставший в 2008 году спичрайтером при администрации президента США) из «The Washington Post» сочли, что Спилберг не смог связать фантазию и реальность, а многие моменты в фильме разбивают реализм происходящего. Критик положительно отмечает операторскую работу и работу монтажёра, но в то же время пишет, что эпизоды фильма кажутся «бессмысленной коллекцией из множества частей, предназначенных, чтобы Спилберг продемонстрировал свои кино-мускулы». Хол Хинсон из того же издания признаёт виртуозность и техническое мастерство режиссёра, но отмечает, что роман Балларда крайне жёстко передаёт реальность, тогда как Спилберг не имел желания «ложиться на живот, чтобы слиться с виденьем Балларда голода и смерти». Он показал более всего свою собственную амбивалентность по взрослению и выходу из «священного круга невинности». Картина, по мнению критика, олицетворяет понимание Спилберга, что, для роста своего мастерства, ему также необходимо выйти за этот «круг», но и демонстрирует одновременно его нежелание расставаться с инфантильностью образов, из-за чего фильм зависает между двумя плоскостями.
Критик издания «Chicago Reader» Джонатан Розенбаум в кратком обзоре на фильм высказал мнение, что режиссёр и сценарист в своей картине следуют букве книги и в точности передают её дух, хотя другие отмечали заметную упрощённость сценария по сравнению с романом.

### Награды
За свою вторую главную роль Бейл был награждён специально созданной для него наградой Лучший молодой актёр Национального совета кинокритиков США. На той же церемонии картина была признана лучшим фильмом года. На 60-й церемонии вручения премий Американской киноакадемии, фильм был представлен в номинациях «Лучшую работу художника-постановщика» (Норман Рейнольдс, Гарри Кордуэлл), операторскую работу (Аллен Давио), за лучший монтаж (Майкл Кан), лучшую музыку (Джон Уильямс), лучший звук (Роберт Кнадсон, Дон Дигироламо, Джон Бойд, Тони Дэйв) и лучший дизайн костюмов (Боб Рингвуд). Ни по одной из номинаций фильм не стал лауреатом. Фильм также не был номинирован в категории за лучшую режиссуру. Аллен Давио, который был выдвинут на соискание премии за лучшую операторскую работу, публично заявил: «я не могу критиковать Академию, но мне очень жаль, что я номинирован, а Стивен нет. Если бы Стивен не создал этот фильм, никого из нас не было бы здесь сейчас». Фильм удостоился награды за лучшую операторскую работу, лучший звук и лучшую музыку на 42-й церемонии вручения наград Британской киноакадемии. Также был представлен в номинациях за лучшую работу художника-постановщика, дизайн костюмов, и лучший адаптированный сценарий. За свою работу Спилберг удостоился чести стать номинантом премии Гильдии режиссёров Америки за лучшую режиссуру — Художественный фильм, а Аллен Давио удостоился премии Американского общества кинооператоров. Фильм был также номинирован на премию за лучший фильм (драма) и лучшую музыку на 45-й церемонии вручения премий «Золотой глобус». Джон Уильямс удостоился номинации на премию Грэмми.
Картина удостоилась также премии Святого Христофора за лучший фильм, Стивен Спилберг был номинирован на премию Давида ди Донателло как лучший иностранный режиссёр и стал обладателем награды за лучшую режиссуру от Общества критиков города Канзас-сити. Фильм удостоился наград Национального совета кинокритиков США как лучший фильм, а также за лучшую режиссуру (Стивен Спилберг) и лучшее исполнение роли юным актёром (Кристиан Бейл). Аллен Давио получил почётное второе место по номинации лучшая операторская работа премии Общества критиков города Нью-Йорк. Картина получила награду за лучший семейный фильм (драма) на церемонии вручения премии Молодого актёра, а Кристиан Бейл стал лауреатом в номинации лучший молодой киноактёр (драма).

## Проблематика фильма
Полёт символизировал возможность и в то же время опасность побега из лагеря для Джима. Растущая внутренняя отчуждённость мальчика от своей довоенной личности и от общества в целом находит отражение в его поклонении японским героям-авиаторам, базирующимся на прилегающем к лагерю аэродроме. Джеймс Баллард подчёркивал, что у него нет особо сентиментального представления о японцах, по отношению к китайцам которые были крайне жестокими. Тем не менее, Баллард без тени сомнения признавал храбрость японских лётчиков и добавлял: «маленькие мальчики, как правило, находят своих героев там, где они могут их найти. Представления о патриотизме и верности своей нации были путаными. Джим постоянно отождествляет себя, сначала с японцами, а затем, когда американцы начинают совершать полёты над лагерем на своих „Мустангах“ и B-29, его тянет уже к американцам».
Апокалипсическая сцена и кульминация картины, момент, когда Джим видит зарево атомной бомбардировки Нагасаки, были созданы Спилбергом в качестве мощной визуальной метафоры «изображающей параллель между потерей детской невинности мальчика и потерей невинности всего мира». Спилберг полагал, что в фильме рассказывается история именно «о потере невинности, не просто об угасании детства, какое, по моему собственному мнению и впечатлению окружающих, было у меня. Это противоположность Питеру Пену. Эта история о мальчике, который повзрослел слишком быстро». Спилбрег также отмечал, что фильм в общем-то является не «повествованием о несчастьях, а рассказом о прощании с детством». В картине присутствуют и другие темы, которые ранее уже затрагивались Спилбергом. Такие, как ребёнок, оставшийся без родителей (в детстве Стивен пережил развод родителей, что оказало на него сильное влияние) — «Шугарлендский экспресс», «Инопланетянин», «Близкие контакты третьей степени» и «Полтергейст» и тема Второй мировой войны — («Тысяча девятьсот сорок первый», и «Индиана Джонс: В поисках утраченного ковчега»).

## В культуре
В фильме внезапная атака P-51 Mustang на японский лагерь сопровождается возгласами Джима «…Небесный Кадиллак!». Из текста романа Балларда (где говорится о «боевом Кадиллаке небес») и сценария, как полагают, и происходит распространённое именование этого самолёта «небесным Каддилаком». Тем не менее, в изданной в 2004 году Стивеном Буллом энциклопедии «Encyclopedia of Military Technology and Innovation», фраза датируется 1941 годом. В саундтреке к фильму, написанному Джоном Уильямсом, имеется отдельный трек под названием «Кадиллак небес». Фраза используется по отношению и к другим самолётам, в частности General Dynamics F-111.